# João Mineiro & Marciano - Volume 11
João Mineiro & Marciano - Volume 11 (também conhecido como João Mineiro & Marciano 1986) é o décimo primeiro álbum de estúdio da dupla brasileira de música sertaneja João Mineiro & Marciano. Foi lançado em 1986 pelo selo Copacabana. Foram lançados oito singles, dentre os quais se destacaram "Crises de Amor", "Whisky Com Gelo" e "Seu Amor Ainda é Tudo".

## Repercussão do álbum
A dupla esteve em estúdio já a partir de meados de 1985 para a gravação deste álbum. A primeira música a tocar nas rádios foi "Seu Amor Ainda é Tudo", a qual se tornou carro-chefe do disco, que viria a ser lançado no ano seguinte e se tornou um dos melhores álbuns da dupla.

## Faixas
| N.º | Título                            | Compositor(es)                              | Duração |  |
| 1.  | "Crises de Amor"                  | Darci Rossi / Marciano / José Homero Béttio | 2:59    |  |
| 2.  | "Seu Amor Ainda é Tudo"           | Moacyr Franco                               | 3:39    |  |
| 3.  | "Benza Deus"                      | Darci Rossi / Marciano                      | 3:09    |  |
| 4.  | "A Tabela (Meu Desespero)"        | Darci Rossi / Marciano / Rhael              | 3:07    |  |
| 5.  | "Por Sentir Ciúmes"               | Darci Rossi / Marciano / Vicente Scatena    | 4:33    |  |
| 6.  | "Esconda o Que Houve"             | Darci Rossi / Marciano                      | 2:31    |  |
| 7.  | "No Mesmo Lugar (Coisa Estranha)" | Darci Rossi / Marciano                      | 3:18    |  |
| 8.  | "Whisky Com Gelo"                 | Darci Rossi / Marciano                      | 2:35    |  |
| 9.  | "Caminhão é Assim"                | Darci Rossi / Marciano                      | 3:24    |  |
| 10. | "Pare Com Isso"                   | Darci Rossi / Marciano                      | 2:53    |  |
| 11. | "Papel de Amante"                 | Darci Rossi / Marciano                      | 3:24    |  |
| 12. | "Amantes e Amigos"                | Darci Rossi / Marciano                      | 3:24    |  |